# Stentjärnsjön
Stentjärnsjön är en sjö i Härjedalens kommun i Härjedalen och ingår i Ljusnans huvudavrinningsområde. Sjön har en area på 0,592 kvadratkilometer och ligger 728,3 meter över havet.

## Delavrinningsområde
Stentjärnsjön ingår i det delavrinningsområde (692110-134769) som SMHI kallar för Utloppet av Stentjärnsjön. Medelhöjden är 766 meter över havet och ytan är 4,79 kvadratkilometer. Räknas de 6 avrinningsområdena uppströms in blir den ackumulerade arean 17,14 kvadratkilometer. Gruckan som avvattnar avrinningsområdet har biflödesordning 2, vilket innebär att vattnet flödar genom totalt 2 vattendrag innan det når havet efter 372 kilometer. Avrinningsområdet består mestadels av skog (87 procent). Avrinningsområdet har 0,59 kvadratkilometer vattenytor vilket ger det en sjöprocent på 12,4 procent.